# OmniPage
OmniPage (オムニページ)は、 Kofax社から入手できる光学式文字認識（OCR）アプリケーションである。
OmniPageは、パーソナルコンピュータで実行された最初のOCRプログラムの1つであった。 1980年代後半に開発され、ロバート・ノイスが率いるCaere社によって販売された。元々の開発者は、フィリップ・ベルンゾット、ジョン・ディルワース、デビッド・ジョージ、ブライアン・ヒギンズ、ジェレミー・ナイトであった。Caere社は2000年にScanSoftに買収された。そして、ScanSoftは、2005年にニュアンスコミュニケーションズに買収された。 2019年にOmniPageはKofax社に売却された。
OmniPageは120以上の異なる言語をサポートしている。 
OmniPageは他のアプリケーションにOCR機能を組み込むためのSDKを提供しており、Microsoft Office Document ImagingやUiPathなどで利用されている。